# Hogna maderiana
Hogna maderiana este o specie de păianjeni din genul Hogna, familia Lycosidae. A fost descrisă pentru prima dată de Walckenaer, 1837.
Este endemică în Madeira. Conform Catalogue of Life specia Hogna maderiana nu are subspecii cunoscute.